# Ischaemum koenigii
Ischaemum koenigii là một loài thực vật có hoa trong họ Hòa thảo. Loài này được (Hook.f.) Stapf ex C.E.C.Fisch. mô tả khoa học đầu tiên năm 1934.